# الأرض (رواية)
الأرض (بالإنجليزية: Earth)‏ هي إحدى روايات الخيال العلمي لديفيد برين والتي صدرت عام 1991. كتاب الأرض هو كتاب ذو طابع خيال علمي يتفق مع المعتقدات العلمية التي نشهدها اليوم. ما يثير الاهتمام هو بنية الرواية وتطورالشخصيات في كلا من دوافعهم وشخصياتهم.

## عن الكاتب
غلين ديفيد برين، (ولد في مدينة غليندال بولاية كاليفورنيا الولايات المتحدة الأمريكية،عام 6 أكتوبر، 1950) هو عالم وكاتب االخيال العلمي حاصل على عدة جوائز كجائزة: هوغو، لوكوس، وكامبل سديم الخيال العلمي. وفي سن23 تخرج من علوم الفلك بمعهد كاليفورنيا للتكنولوجيا عام 1973. ثم حصل على ماجيستير في علم الفيزياء التطبيقي في جامعة سان دييغو عام1978 وأيضا حصل على دكتوراه في الفلسفةعام 1981. يقيم في جنوب
كاليفورنيا مع أولاده. أعماله عديدة وعروفة على مستوى العالم بسلسة روايات تسمى بارتفاع الأجنحة. لدية أعمال أخرى بارزة كرواية الأرض وناس من طين.

## الخيال العلمي
الخيال العلمي ويعرف في اللغة الإنجليزية بمصطلح Science Fiction ويشار إليه اختصارا بـ "Sci-Fi" أو "SF"، هو نوع من الفن الأدبي يعتمد على الخيال حيث يخلق المؤلف عالما خياليا أو كونا ذا طبيعة جديدة بالاستعانة بتقنيات أدبية متضمنة فرضيات أو استخدام لنظريات علمية فيزيائية أو بيولوجية أو تكنولوجية أو حتى فلسفية. من الممكن أن يتخيل المؤلف نتائج هذه الظواهر أو النظريات محاولا اكتشاف ما ستؤول إليه الحياة ومتطرقا لمواضيع فلسفية أحيانا. وقد تتناول موضوع القيم في عالم جديد مختلف. ما يميز أدب الخيال العلمي أنه يحاول أن يبقى متسقا مع النظريات العلمية والقوانين الطبيعية دون الأستعانة بقوى سحرية أو فوق طبيعية مما يجعله متمايزا عن الفانتازيا. غالبا ما يكون الإطار الزماني لرواية الخيال العلمي في المستقبل القريب أو البعيد. أمّا الإطار المكاني فيمكن أن يكون على الأرض أو على إحدى الكواكب السيّارة أو في أي بقعة من الكون أو حتى في أماكن خيالية كالأبعاد المتوازية. ومن الممكن أن نجد الخيال العلمي في الكتب والمجلات وفي الأفلام والمسلسلات، كما يمكن أن نجده في الأعمال الفنية مثل الرسم والنحت والألعاب والمسرحيات وغير ذلك من وسائل الإعلام.

## الخلاصة
ستطور الأرض في 2038، حيث تعاني من ظاهرة التضخم (الاكتظاظ )السكاني لتتعدي (10000000000)عشرة آلاف مليون نسمة، وتتقلص الموارد الطبيعية ، حيث يري العديد أن عدد السكان علي شفا الوقوع في حادث أو مشكلة ضخمة (عندما تم تجنب وباء عالمي على مدار أربع عقود، وذلك بتطور الغذاء وزراعة االطحالب على مستوى عالمي). وأن سكان العالم على وشك الموت جوعا أو على وشك خوض مجاعة وذلك بسبب الأثار الأولى لظاهرة الأحتباس الحراري (حيث تكاد أن تختفي غابات الأمازون ودول مثل بنغلاديش ومدن مثل فينيسيا أمام ارتفاع سطح البحر ، مما أدى إلي لجوء الملايين ممن أختفت بيوتهم تحت المياه للتعايش في (دولة البحر) هي مجموعة من الدول العائمة التي تجوب البحار حول العالم، أو الهجرة لأماكن جديدة متاحة بسبب الانصهار أو الذوبان مثل غرينلاند أو سيبيريا
بعد الحرب العالمية الثالثة ضد سويسرا (الناجمة عن سخط سكان العالم لكشفها عن حسابات العديد من الشخصيات ورفض سويسرا لإعادة هذة الأموال. لقد تغير العالم ومفهوم السرية بالنسبة لغالبية السكان غير مقبول أو مرفوض أو ملعون. في هذا العصر سنعمل على تطوير نوع جديد من الطاقة يعتمد على خلق اصطناعي لثقوب سوداء تعمل على إنتاج الطاقة ولكنها يتكون على غرار الطاقة النووية حيث تعمل التكنولوجيا الحديثة على إيجاد وسيلة للتحقق من الاستخدام الآمن لها.
يوجد في منتصف منطقة الأمازون مجموعة من الجنود البرازليين ضد الدكتور الشاب أليكس لوستينج. وذلك لتركيب محطة تجريبية، لكن البقعة السوداء تخرج عن السيطرة، وفي نفس اليوم يتم استغلال محطة الفضاء الأمريكية. وبعد عدة شهور، يطلب أليكس لوستينج مساعدة الملياردير جورج هوتون الماوري.حيث لديه قناعة بأن ميكرو(جزئ) الثقب الأسود لم يتشتت ويستطيع تناول الكوكب.وتدريجيا ستتطورالرواية من خلال الشخصيات علي هذا الكوكب، وستنتهي بطريقة لا يمكن تصورها.

## تكهنات
عند كتابة برين لهذة الرواية ،كان ينظر للعالم بنظرة تكهنية حيث يتنبئ بمستقبل الأرض بعد 50 عاما.حيث كان الكتاب بمثابة فرصة لعرض تكهناتة عن أي نوع من التكنولوجيا نستطيع أن نغير أو نولد. ولقد تحقق ثلاث تقنيات من المسبوق ذكرهم في 8 سنوات كالهيبر تكست (النص التشعبي) وشبكة الإنترنت البريد الألكتروني وأنتشار أجهزة تسجيل الفيديو.
ساهم برين ب15 تنبؤ على الأقل ذات أهمية بالغة للأرض:

الأرض

- االإنترنت (الشبكة الإسبانية) تم تطويرها لتكون إحدى أهم النوافذ الإعلامية للأخبار والفيديوهات ومنتديات للنقاش، بالرغم من أن برين لم يستطع التنبؤ بالمسار المورد المنمط، فقام بتقديم العنوان العددي في الشبكة بشكل اعتباطي
- السخام(الرسائل غير المرغوب فيها)	البريد الإلكترونيي والبرامج المتطورة لترشيح (حظر)الأشخاص.
- إخفاق سدود نيو اورليانز عام 2005 من قبل نهر المسيسيبي.
- تاريخ الأتحاد السوفيتي (1985-1991)، وفيما يتعلق بعواقب حل بسبب فشل الانقلاب وتجزئتة في مختلف الدول (رغم أن معظم العلماء المعاصرين يدركو جيدا الانهيار الوشيك الأتحاد السوفيتي 1989).
- هجمات نووية ضد سويسرا مما يؤدي إلي تشكيل جيش سويسري، وهروب السكان من تحت الانقاض علي متن إسطول من السفن التجاري وتكيفوا علي الحياة البحرية في دولة البحر.
- ظاهرة الأحتباس الحراري المرتبطة بارتفاع مستوى سطح البحر مما أدى إلى عواصف شديدة.
- أجهزة الإدخال الإلكترونية.
- الثقب الأسود الصغير والخلق الاصطناعي بطريقة علمية وعملية.
- أزمة الأنواع المهددة بالانقراض في جميع أنحاء العالم.
- نظارات مع تسيجل الفيديو.
- الأختفاء الفعلي للخصوصية أو السرية الشخصية.
- انخفاض المراسلة المادية وصولا إلى الاختفاء الفعلي للبريد.

## أقرأ أيضا
ناس من طين (رواية)